# Harley Davidson 344
Harley Davidson 344 (Originaltitel: Electra Glide in Blue) ist ein US-amerikanischer Spielfilm von James William Guercio aus dem Jahr 1973.

## Handlung
John Wintergreen ist Motorrad-Polizist und mit seiner Harley-Davidson Electra Glide täglich auf den Highways in Arizona unterwegs. Doch er ist es leid, täglich auf seiner Tour immer nur Temposünder oder Truckfahrer zu maßregeln. Er träumt davon, aus seinem langweiligen Streifendienst auszubrechen und in das Morddezernat aufzusteigen. Mit seinem Kollegen Zipper spricht er oft darüber, doch der kann ihn nicht verstehen und findet seinen Job zufriedenstellend. Wo sonst kann man schon den ganzen Tag Motorrad fahren und bekommt noch Geld dafür?
Eines Tages greifen sie den alten Willie auf, der sehr verwirrt scheint. Er spricht davon, dass Frank sich umgebracht hätte. Sofort sieht Wintergreen in dessen Hütte nach und findet den Mann tatsächlich tot vor. Der Einsiedler hat sich offensichtlich selbst mit seiner Flinte erschossen. Doch würde Wintergreen liebend gern einen echten Fall daraus machen. Er macht sich detaillierte Notizen und will alle Spuren sichern. Damit zieht er sich den Unmut des Amtsarztes zu, der einfach nur den Totenschein ausstellen und seine Ruhe haben will. Aber Mordfahnder Harve Poole aus Los Angeles findet es schon merkwürdig, dass der Mann sich nicht einfach in den Kopf, sondern in die Brust geschossen hat. Er lässt Frank obduzieren, was tatsächlich den von Wintergreen vermuteten Mord bestätigt. Poole ernennt den engagierten Streifenpolizisten zu seinem Assistenten und der sieht endlich seine langersehnte Chance gekommen. Als erstes befragen sie den wirren Willie, der den toten Einsiedler zuerst entdeckt hatte. Er berichtet davon, dass Frank angeblich 5.000 Dollar in seiner Hütte gehabt hätte. So sehen sich Poole und Wintergreen dort noch einmal genauer um und finden überraschenderweise in einer Jesusfigur Marihuana versteckt. Damit gerät der polizeibekannte Dealer Bob Zemko unter Verdacht. Auf der Suche nach ihm gerät Wintergreen in eine Gruppe von Hippies, die in einer Kommune leben. Zemko finden sie dort allerdings nicht.
Da der schnelle Erfolg der Mörderjagd nicht eintritt, muss Wintergreen wieder mit seinem Kollegen Zipper auf Streifendienst. Zufällig trifft er dabei auf den gesuchten Bob Zemko, den sie nun zu Zweit verfolgen. Bei der wilden Verfolgungsjagd der Rockergruppe will Zipper auf den Flüchtigen schießen. Wintergreen verhindert das, weil er ihn unbedingt lebend haben will. Es gelingt ihm ihn zu stellen und Harve Poole übernimmt das Verhör. Das Verhältnis der beiden Ermittler ist nicht mehr so freundschaftlich wie am Anfang. Poole hat herausgefunden, dass Wintergreen sich mit seiner alten Freundin Jolene eingelassen hatte. Dadurch lernte er Pooles dunkle Seite kennen und muss sich immer öfter versteckte Drohungen von ihm anhören.
Wintergreen hat langsam den Verdacht, dass Zemko gar nicht der Mörder war, sondern dass der wirre Willie den alten Mann umgebracht hat. Doch tut ihm der einsame Mann leid und er würde ihm gern helfen. Trotzdem muss er ihn den Behörden übergeben. Poole gegenüber erklärt er Willies Tat mit einer Art Eifersucht. Frank hatte in letzter Zeit stets die jungen Leute um sich, weshalb sich Willie zurückgesetzt fühlte. Ein Mord aus Einsamkeit. Von Poole ist Wintergreen enttäuscht, weil er stets falschgelegen und auch falsch gehandelt hatte. So ist ihm sein vertrauter Kollege und Freund Zipper eigentlich lieber, doch muss er auch bei ihm unrechte Handlungen entdecken. Er hatte die 5.000 Dollar bei Frank gefunden, heimlich eingesteckt und sich seinen lang ersehnten Taum erfüllt. Er hat sich eine nagelneue Harley-Davidson „Electra Glide in Blue“ gekauft. Als Wintergreen die Maschine sieht, bekommt er große Gewissensbisse und befürchtet seinen Job zu verlieren und unehrenhaft aus dem Polizeidienst entlassen zu werden. Angetrunken lamentiert er über seine Tat und schießt am Ende sogar auf Wintergreen. Dieser schießt zurück, um sich zu verteidigen und trifft seinen Freund dabei tödlich.
Pflichtbewusst fährt er am nächsten Tag allein auf Streife. Nachdem er routinemäßig einen Hippie in einem Kleinbus stoppt und ihn dann doch ungehindert weiterfahren lässt, vergisst er ihm seinen Führerschein zurückzugeben. Er fährt dem Fahrzeug nach und wird vom Beifahrer des Kleinbusses erschossen.

## Hintergrund
In der deutschen Synchronfassung wurde der Name Wintergreen durch Winterberg ersetzt.

## Kritiken
„Ein dramaturgisch mangelhafter Erstlingsfilm, der eine Geschichte ohne innere Spannung abspult. Fragwürdig sein Werben für hartes Durchgreifen, um Kriminalität abzustellen.“

## Auszeichnungen
Der Film wurde vor dem Kinostart bei den Internationalen Filmfestspielen von Cannes im Mai 1973 gezeigt.
Bei den Golden Globe Awards von 1974 war Robert Blake in der Kategorie Bester Hauptdarsteller nominiert.